# 1. vestlige længdekreds
Den 1. vestlige længdekreds (eller 1 grad vestlig længde) er en længdekreds, der ligger 1 grad vest for nulmeridianen. Den løber gennem Ishavet, Atlanterhavet, Europa, Afrika, det Sydlige Ishav og Antarktis.